# Федералистът
Федералистът (на английски: The Federalist) е поредица от 85 статии или есета, поддържащи ратификацията на Конституцията на САЩ.
От тях 77 есета са публикувани в броеве на „Индипендънт джърнъл“ и „Ню Йорк па̀кет“ между октомври 1787 и август 1788. Компилация от тях и осем други, наречена „Федералистът, или Новата Конституция“ са публикувани в два тома през 1788 от Дж. И.А. Мак. Правилното название на поредицата е „Федералистът“; наименованието „Федералистките книжа“ не се появява до XX век. На български сборникът е издаден през 1997 година.

## Предистория
Американската революция освобождава от британското господство тринадесет колонии, които освен принадлежността към Британската империя, географско положение и граници и относително общ език, нямат твърде добросъседски отношения помежду си. В този смисъл принадлежността към един по-силен съюз не е желана от всички колонии по времето на издаването на „Федералистът“. Отделните поместни администрации се боят от вмешателството на една силна федерална (външна) власт по не по-малко тираничен начин от този на отхвърления монарх Джордж III. Всяка колония има свой установен пазар и клиенти, както и свои парични единици , различни от тези на съседите и се страхува, че под егидата на федерацията клиентите им ще бъдат откраднати .
Съществува остра нужда за потушаване на местния патриотизъм в интерес на съвместното оцеляване, необходимост от уеднаквяване на икономическите взаимоотношения и отваряне на общ пазар, покрай останалите причини за сплотяване в една федерална държава. Съществува и реалната опасност, че Великобритания ще се върне да поиска сметка от бунтовниците и една разединена и слаба федерация надали ще оцелее под ударите от един силен и организиран противник. Ратификацията на конституцията изисква отделните бивши колонии да бъдат убедени в целесъобразността на съюза и в реалната възможност за запазване на местната идентичност и отчасти самоуправление
.
Чуват се гласове, че без Закон за правата на личността и отделните щати
, съюзът в една силна централизирана федерация е невъзможен. Изказват се реални страхове, че федерацията е само начало на една нова династия начело с генерал Джордж Вашингтон.

## Насоченост на произведението
Авторите на Федералистът искат както да повлияят на гласуването в полза на ратификация, така и да оформят бъдещото тълкуване на Конституцията.
Te обаче имат на ум и по-голям план. Според „Федералист“ № 1:
| „                   | Често е било отбелязвано, че изглежда е било запазено за народа на тази страна, чрез тяхното поведение и пример, да решат важния въпрос, дали човешките общества са наистина способни или не, да установят добро правителство от размишление и избор или завинаги са предопределени да зависят за своите политически конституции на инцидент и сила. | “ |
| Александър Хамилтън | |   |

Според историка Ричард Морис те са „несравнимо изложение на конституцията, класика по политология, ненадмината ширина и дълбочина от произведението на който и да е по-късен американски писател.“

## Авторство на есетата
По времето на публикуването авторството на статиите е пазено в дълбока тайна, въпреки че проницателни наблюдатели предполагат, че вероятните автори са Александър Хамилтън, Джеймс Мадисън и Джон Джей. След смъртта на Хамилтън през 1804 г. е публикуван съставен от него списък; става ясно, че две трети от есетата са на Хамилтън, включително някои, които изглеждат по-вероятно да са дело на Мадисън (№ 49 – 58, 62, и 63). Детективската научна работа на Дъглас Адер през 1944 г. установява следното авторство, подкрепено през 1964 от компютърен анализ на текста:
| автори                            | брой | написани есета №                                                |
| --------------------------------- | ---- | --------------------------------------------------------------- |
| Александър Хамилтън               | 51   | 1, 6 – 9, 11, 12, 13, 15, 16, 17, 21 – 36, 59, 60, 61 и 65 – 85 |
| Джеймс Мадисън                    | 26   | 10, 14, 37 – 58, 62 и 63                                        |
| Джон Джей                         | 5    | 2, 3, 4, 5 и 64                                                 |
| Мадисън и Хамилтън сътрудничат за | 3    | 18, 19 и 20                                                     |

Авторите използват псевдонима „Publius“ в чест на римския консул Публий Валерий Публикола .

## Политическо развитие на авторите
Въпреки че някои историци все още отдават големи заслуги и приписват силно влияние на Джеферсън върху законотворчеството на конституцията, днес много по-често се приписват повече заслуги на Мадисън като баща на конституцията. Приживе тази почест му е била отказана. Мадисън обаче става водещ член на групата от Вирджиния в Американската Камара на представителите (1789 – 1797), Държавен секретар (1801 – 1809) и в крайна сметка четвъртият президент на САЩ. Хамилтън, който е водещ радетел за национална конституционна реформа през 80-те години на 18 век и представя Ню Йорк на Конституционния конвент, през 1789 става първият министър на финансите – пост, който заема до оставката си през 1795. Джон Джей, който е министър на външните работи под Устава на конфедерацията от 1784 до изтичането им през 1789, става първият Върховен съдия на Съединените щати през 1789, оттегляйки се през 1795, за да приеме избор като губернатор на Ню Йорк, пост, който заема два мандата, оттегляйки се през 1801 г.

## Основни моменти в есетата
Сред есетата на „Федералистът“ има много връхни точки.
- Като най-важна от 85-те статии от философска гледна точка се счита Federalist № 10, в която Мадисън обсъжда средствата за предотвратяване на управление от фракция на мнозинството и се застъпва за голяма, търговска република.
- Тя се допълва от Federalist № 14, в която Мадисън премерва Съединените щати, обявява ги за подходящи за обширна република и завършва с паметна защита на конституционното и политическо творчество на Федералния конвент.[17]
- Във Federalist № 84, Хамилтън твърди, че няма нужда да се поправя Конституцията чрез добавяне на Закон за правата, настоявайки, че различните клаузи в предложената Конституция се равняват на закон за правата.
- Federalist № 78, също написан от Хамилтън, поставя основите на доктрината за съдебния преглед от федерални съдилища на федерални закони или изпълнителни актове.
- Federalist № 70 представя аргумента на Хамилтън за главен изпълнителен орган от едно лице.
- Във Federalist № 39, Мадисън представя най-ясното изложение на това, което оттогава се нарича Федерализъм.
- Във Federalist № 51, Мадисън дестилира аргументи за проверки и баланси в паметно есе, често цитирано за оправдаване на правителството като „най-голямото от всички отражения на човешката природа.“